# حسن خان دره سی
حسن خان دره سی یک روستا در ایران است که در دهستان قشلاق جنوبی واقع شده‌است. حسن خان دره سی ۱۲۲ نفر جمعیت دارد.